# Дашогузский велаят
Дашогузский велаят (туркм. Daşoguz welaýaty) — административно-территориальная единица на севере Туркменистана, один из пяти велаятов страны. Административный центр велаята — город Дашогуз. Прежние названия - Дашховузский велаят, Ташаузская область.

## История
Древняя и средневековая история
По поселению Куюсай 2, расположенному на территории Дашогузского велаята, получила название куюсайская культура раннего железного века (VII—IV века до нашей эры).
Дашогузский велаят Туркменистана является  местом зарождения древнехорезмийского государства со столицами в г. Кюзелигыр (VI-V вв. до н.э.) и г. Калалыгыр (V—IV вв. до н. э.), Государства Хорезмшахов со столицей в г. Кёнеургенч (XII-XIII вв. до н.э.) и центром всего Хорезма с X в. до XVI в.
На территории Дашогузского велаята сохранились руины нескольких десятков древних и средневековых городов Хорезма, среди них такие как Ак-кала, Акчагелин, Девкесен, Диярбекир, Замахшар, Зенги-Баба, Калалыгыр, Канга-кала, Куня-Уаз, Куюсай-Кала, Кырк-Молла, Кюзелигыр, Шахсенем и другие.
Современная история
Образован 14 декабря 1992 года на территории бывшей Ташаузской области.

10 июня 1999 года президент Туркменистана Сапармурад Ниязов подписал Указ «О переименовании города Дашховуза Дашховузского велаята»:
«В целях возрождения древних национальных традиций туркменского народа, берущих свое начало в глубине веков, принимая во внимание, что на этой земле издревле проживала большая группа огузских туркмен, именуемых дашогузами, а также отмечая неправомерное искажение этих исторических названий, необходимость исправления наименований местностей и территорий нашей Родины, привития нашему молодому поколению великой гордости и любви к славной истории наших предков, воспитания их в присущем огузам духе патриотизма, мужества, отваги, постановляю: Переименовать гор. Дашховуз Дашховузского велаята в гор. Дашогуз Дашогузского велаята и впредь именовать его — гор. Дашогуз Дашогузского велаята».
10 ноября 2022 года в Дашогузском велаяте были упразднены Губадагский этрап и этрап имени Гурбансолтан-эдже.

## География
На юге Дашогузский велаят граничит с Ахалским велаятом, на западе — с Балканским велаятом, на востоке — с Лебапским велаятом, на севере с двумя регионами Узбекистана — Республикой Каракалпакстан и Хорезмской областью. На территории велаята находится Сарыкамышское озеро.

## Административно-территориальное деление
В состав Дашогузского велаята входят 7 этрапов и 9 городов.
9 городов:
1. Акдепе,
2. Болдумсаз,
3. Гёроглы,
4. Губадаг
5. Андалып
6. Кёнеургенч (ранее Куня-Ургенч),
7. Шабат
8. имени Сапармурата Туркменбаши,
9. Дашогуз.

7 этрапов:
1. Акдепинский этрап (бывший Ленинский)
2. Болдумсазский этрап (бывший Калининский)
3. Гёроглынский этрап (бывший Тахтинский)
4. Кёнеургенчский этрап (ранее Куня-Ургенчский),
5. Шабатский этрап (бывший Дашогузский; им С.А.Ниязова)
6. Рухубелентский этрап
7. Этрап имени Сапармурата Туркменбаши (бывший Октябрьский).

## Хякимы
| No | Имя                                     | Назначен   | Уволен     | Причина увольнения       |
| 1  | Мотаев, Сапаргельды                     | 26.06.1992 | 02.08.1996 | за недостатки в работе   |
| 2  | Овезов, Ягмур                           | 02.08.1996 | 1997       |                          |
| 3  | Гундогдыев, Язгельды                    | 23.07.1997 | 11.09.2000 | за недостатки в работе   |
| 4  | Дурдыев, Хабибулла Абдуллаевич          | 11.09.2000 | 15.11.2002 | за недостатки в работе   |
| 5  | Гулмурадов, Ишанкули                    | 15.11.2002 | 01.12.2004 | за недостатки в работе   |
| 6  | Аннаклычев, Какамурад                   | 01.12.2004 | 25.01.2006 | за недостатки в работе   |
| 7  | Акыев, Аганияз Мусагулыевич             | 25.01.2006 | 27.11.2006 | за недостатки в работе   |
| 8  | Аширов, Сапармурад                      | 27.11.2006 | 10.07.2009 | за недостатки в работе   |
| 9  | Нурмаммедов, Мамметныяз Овезович        | 10.07.2009 | 08.07.2011 | переход на другую работу |
| 10 | Оразгельдыев, Эсенмурад                 | 08.07.2011 | 09.07.2015 | переход на другую работу |
| 11 | Курбанназаров, Оразмурад                | 09.07.2015 | 12.05.2017 | переход на другую работу |
| 12 | Байрамкулиев, Мамед                     | 12.05.2017 | 17.06.2019 | переход на другую работу |
| 13 | Назармырадов, Назармырат Гелдимырадович | 17.06.2019 |            | действующий              |